# Jin Jin und die Panda-Patrouille
Jin Jin und die Panda-Patrouille ist eine amerikanisch-chinesische Zeichentrickserie, die zwischen 1992 und 1993 produziert wurde.

## Handlung
Jin Jin ist ein süßer kleiner Panda. Mit seiner Kraft, der „Panda Power“, macht er sich auf die Suche nach dem Pandaland, in dem es Bambus für alle gibt und ewiger Friede herrschen soll. Dabei erlebt er viele Abenteuer und lernt den unfugtreibenden Affen Benjie, den intelligenten Papagei Squawk, den lustigen Hund Rudy und die weise Schildkröte Professor Ying-Yang kennen und befreundet sich mit ihnen. Allerdings versucht Dr. Mania zusammen mit dem Gorilla Grimster und Hopper, einer Kreatur, die halb Mensch und halb Heuschrecke ist, das Geheimnis der „PandanPower“ zu lüften und stellen sich deswegen öfters den Freunden in den Weg.

## Produktion und Veröffentlichung
Die Serie wurde von Beijing Golden Panda Animation Company produziert, von Saban Entertainment ins Englische übersetzt und erstmals 1994 ausgestrahlt.
Die deutsche Erstausstrahlung fand am 3. Mai 1997 auf RTL Television statt. Weitere Ausstrahlungen im deutschsprachigen Raum erfolgten auf RTL II, Jetix und NRW.TV. Zudem wurde die Serie auf DVD veröffentlicht.

## Episodenliste
| Folge | deutscher Titel            | englischer Titel                     |
| 1     | Ein kleiner, großer Panda  | Panda-Manium!                        |
| 2     | Bärenjagd                  | Un-Bear-Able!                        |
| 3     | Die Hundeparty             | Dog-Gone Fun!                        |
| 4     | Der freundliche Magier     | Funky Monkey Business                |
| 5     | Ein schlauer Fuchs         | All’s Well That Ends Up In The Well! |
| 6     | Orangen mit Nebenwirkungen | Tomb Much To Bear!                   |
| 7     | Zootiere                   | No Zoos Is Good Zoos!                |
| 8     | Hitze, Sand und Pandaland  | Sand, Sand, Everywhere Sand!         |
| 9     | In der Höhle des Königs    | Going Batty!                         |
| 10    | Eierdiebe                  | An Extinct Possibility               |
| 11    | Die verdorrte Stadt        | I Got A Chameleon Of Them            |
| 12    | Jasper, der Delphin        | Accidentally, On Porpoise!           |
| 13    | Tanzmäuse                  | The Three Faces Of Eve-il            |
| 14    | Immer auf dem Sprung       | On The Horns Of A Dilemma            |
| 15    | Blinde Passagiere          | All Aboard For The Trouble           |
| 16    | Beeren im Beutel           | Here’s Hopping                       |
| 17    | Das Friedensfest           | Just Hanging Around                  |
| 18    | Tante Agatha               | Stuffin’ Nonsense                    |
| 19    | Die Panda-Inspektion       | Bear, Bear, Who’s Got The Bear?      |
| 20    | Filmstars                  | Bearly Visible                       |
| 21    | Unsichtbar                 | It’s In The Bag!                     |
| 22    | Jin Jin, der Artist        | Two Bears Too Many                   |
| 23    | Holperstrecke              | A Trainful Of Trouble                |
| 24    | Eine eisige Geschichte     | Saved By A Whisker!                  |
| 25    | Ein gastliches Haus        | We’ll Have A Whale Of A Time!        |
| 26    | Endspurt mit Hindernissen  | Home At Last                         |